# Čitluk (gmina Priboj)
Čitluk (cyr. Читлук) – wieś w Serbii, w okręgu zlatiborskim, w gminie Priboj. W 2011 roku liczyła 967 mieszkańców.